# Michałowo Kwietniowskie
Michałowo Kwietniowskie (lit. Skaidiškių Mikalinė; pol. hist. Michałowo k. Parafianowa) – dawny folwark. Tereny, na których leżał, znajdują się obecnie na Litwie, w okręgu wileńskim, w rejonie wileńskim, w gminie Rudomino.
Współcześnie część wsi Parafianowo.

## Historia
W XIX i w początkach XX w. położone było w Rosji, w guberni wileńskiej, w powiecie wileńskim, w gminie Rudomino. Po I wojnie światowej pod administracją polską, w Zarządzie Cywilnym Ziem Wschodnich. W latach 1920–1922 w składzie Litwy Środkowej.
Od 11 kwietnia 1922 leżało w Polsce, w województwie wileńskim, w powiecie wileńsko-trockim, w gminie Rudomino. W 1931 miejscowość liczyła 16 mieszkańców, zamieszkałych w 2 budynkach.
Po II wojnie światowej w granicach Związku Sowieckiego. Od 1991 na niepodległej Litwie.

## Ludzie związani z miejscowością
- Jan Kajetan Parfianowicz – zmarły w 1916 właściciel folwarku Michałowo Kwietniowskie, powstaniec styczniowy, sybirak i fundator kościoła w Rudominie[4][5][6]